# Sistema Constanz

Tabla de colores del Sistema Constanz

El Sistema Constanz es un sistema de identificación de los colores por el tacto, para personas ciegas, por tanto, similar al Braille. Desarrollado por la artista colombiana Constanza Bonilla, quien en diciembre de 2004 efectuó su primera exposición, adaptando obras de Guinovart, en la sala de arte Per for ART ESPAI de Barcelona.

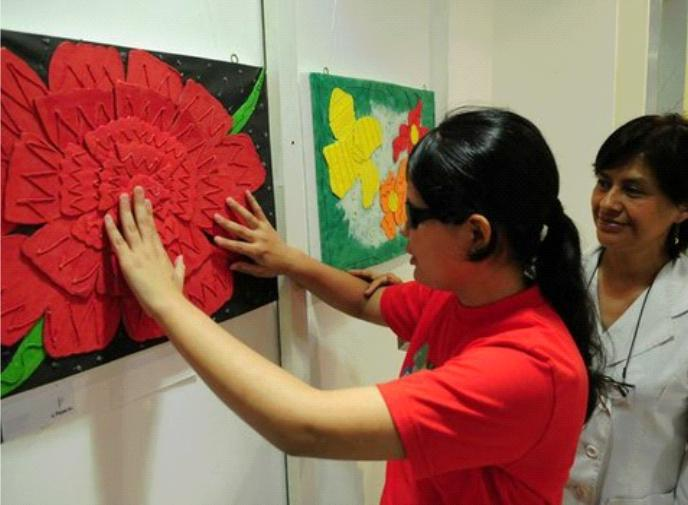
Una persona ciega identificando una flor con sus colores

Actualmente utilizado en talleres educativos y de ocio para la identificación del color en obras de arte, que deben estar preparadas, es decir, que tengan un relieve con los signos y, mejor, unos límites del color y la tonalidad a identificar. Es, a diferencia de los sistemas electrónicos, independiente de un aparato o de un idioma. Identifica el color por los colores básicos (amarillo: una línea recta; rojo: una línea en zigzag; azul: una línea ondulada), o en su combinación (así el verde sería una línea recta -amarillo- y una línea ondulada -azul-), y por tonalidades (claro: una redonda; oscuro: un punto; muy oscuro: cuatro puntos, etc.).